# Groupe de NGC 5103
Le groupe de NGC 5103 est un trio de galaxies situé dans la constellation des Chiens de chasse. La distance moyenne entre ce groupe et la Voie lactée est d'environ 21,4 Mpc (∼69,8 millions d'al). 

## Membres
Le tableau ci-dessous liste les trois galaxies du groupe indiquées dans l'article de A.M. Garcia paru en 1993.
| Nom      | Class. | Type                 | α (J2000.0)   | δ (J2000.0) | Vitesse radiale (km/s) | m    | Distance (Mpc) | Diamètre (kal) |
| -------- | ------ | -------------------- | ------------- | ----------- | ---------------------- | ---- | -------------- | -------------- |
| NGC 5103 | Sab    | Spirale              | 13h 20m 30.1s | 43° 05′ 02″ | 1273 ± 5               | 12,7 | 21,7 ± 1,5     | 39             |
| UGC 8365 | SB(s)d | Spirale barrée       | 13h 18m 45.1s | 41° 56′ 59″ | 1247 ± 2               | 13,8 | 21,4 ± 1,5     | 50             |
| UGC 8449 | Sdm?   | Spirale magellanique | 13h 26m 36.6s | 42° 45′ 51″ | 1230 ± 2               | 14,6 | 21,0 ± 1,5     | 43             |

Le site DeepskyLog permet de trouver aisément les constellations des galaxies mentionnées dans ce tableau ou si elles ne s'y trouvent pas, l'outil du site constellation permet de le faire à l'aide des coordonnées de la galaxie. Sauf indication contraire, les données proviennent du site NASA/IPAC.